# Gynothemis uniseta
Gynothemis uniseta is een libellensoort uit de familie van de korenbouten (Libellulidae), onderorde echte libellen (Anisoptera).
De wetenschappelijke naam Gynothemis uniseta is voor het eerst geldig gepubliceerd in 1972 door Geijskes.